# شاختائو
شاختائو (انگلیسی: Shakhtau) یک کوه در باشقیرستان کشور روسیه است.